# The Danzigers
Edward J. Danziger et Harry Lee Danziger sont deux Américains qui ont produit de nombreux films et séries télévisées au Royaume-Uni dans les années 1950-1960, sous le nom The Danzigers ou Danziger Photoplays.

## Carrière
Avant d'arriver en Grande-Bretagne en 1952, les frères Edward et Harry Danziger s'étaient spécialisés à New York dans le doublage des films étrangers distribués aux États-Unis. Mais ils avaient déjà produits certains films dès 1949, comme L'Ange de la haine (1949) ou Les Mille et Une Filles de Bagdad (1952) avec Paulette Goddard.
Ils commencent à faire des films pour la télévision anglaise dès 1953, en louant les Riverside Studios pour produire 13 épisodes de Calling Scotland Yard, série qui fut diffusée en salles. Ils utilisent de la même façon différents studios (Shepperton, Boreham Wood, Nettlefold) pour la production de leurs premiers films, avant de décider de créer leur propre structure. En 1956, ils fondent les New Elstree Studios dans le Hertfordshire, en réutilisant les locaux d'une ancienne usine d'aviation.

## Filmographie

### au cinéma
- 1949 : L'Ange de la haine (Jigsaw) de Fletcher Markle
- 1950 : Les Dépravées (So Young So Bad) de Bernard Vorhaus
- 1952 : Les Mille et Une Filles de Bagdad (Babes in Bagdad) d'Edgar G. Ulmer
- 1958 : La Femme mystérieuse (A Woman of Mystery)
- 1960 : The Spider's Web de Godfrey Grayson